# Licá
Luís Carlos Pereira Carneiro (Lamelas, 8 september 1988) - alias Licá - is een Portugees voetballer die meestal als vleugelaanvaller speelt. Hij tekende in 2013 een vierjarig contract bij FC Porto, dat hem overnam van Estoril-Praia. Hij debuteerde in 2013 in het Portugees voetbalelftal.

## Clubcarrière
Licá tekende op 29 mei 2013 een vierjarig contract bij FC Porto. Daarvoor speelde hij bij Social Lamas, Académica Coimbra, Tourizense, CD Trofense en Estoril-Praia. Op 10 augustus 2013 scoorde hij zijn eerste doelpunt voor FC Porto tegen Vitória SC in de Portugese Supercup. Acht dagen later vierde hij zijn competitiedebuut voor FC Porto, tegen Vitória Setúbal. Op 25 augustus 2013 scoorde hij zijn eerste competitiedoelpunt, tegen CS Marítimo.

## Interlandcarrière
Licá kwam vijfmaal uit voor Portugal -21, waarvoor hij één doelpunt scoorde. Op 11 september 2013 debuteerde hij voor Portugal in een vriendschappelijke wedstrijd tegen Brazilië in Boston. Hij viel na 84 minuten in voor Vieirinha. Brazilië won de oefeninterland op Amerikaanse bodem met 3-1.

## Erelijst
| Competitie                    |         |         |         |         |
| Competitie                    | Aantal  | Jaren   |         |         |
| Estoril                       | Estoril | Estoril | Estoril | Estoril |
| ----------------------------- | ------- | ------- | ------- | ------- |
| Kampioen Segunda Liga         | 1x      | 2011/12 |         |         |
| FC Porto                      |         |         |         |         |
| Supertaça Cândido de Oliveira | 1x      | 2013    |         |         |